# Перелом лопатки

Лопатка (левая)

Перелом лопатки — патологическое состояния, возникающее в ходе нарушения анатомической целостности лопатки. Чаще всего возникают в, так называемой, области «хирургической шейки» лопатки 

## Симптомы и клинические проявления
При переломе акромиального отростка на месте перелома отмечается ограниченная припухлость, болезненность движений в плечевом суставе и костный хруст при надавливании на акромион. При переломе суставной впадины возникает гемартроз, возникают боли при движении плечом в плечевом суставе.

## Лечение
Место перелома обезболивают. При переломах без смещения в подмышечную впадину подкладывают ватную подушку, а руку, согнутую в локте под прямым углом, фиксируют на груди повязкой типа Дезо или подвешивают её на косынку. Повязку снимают через 2-3 недели. Трудоспособность восстанавливается через 3-5 недель.